# Natalia Sutiaguina
Natalia Víktorovna Sutiaguina –en ruso, Наталья Викторовна Сутягина– (Penza, URSS, 17 de enero de 1980) es una deportista rusa que compitió en natación, especialista en el estilo mariposa.
Ganó dos medallas en el Campeonato Europeo de Natación, oro en 2004 y plata en 2008, y una medalla de bronce en el Campeonato Europeo de Natación en Piscina Corta de 2001.
Participó en tres Juegos Olímpicos de Verano, entre los años 2000 y 2008, ocupando el quinto lugar en Pekín 2008, en la prueba de 4 × 100 m estilos.

## Palmarés internacional
| Campeonato Europeo                  | Campeonato Europeo       | Campeonato Europeo | Campeonato Europeo |
| Año                                 | Lugar                    | Medalla            | Prueba             |
| ----------------------------------- | ------------------------ | ------------------ | ------------------ |
| 2004                                | Madrid (España)          | Medalla de oro     | 50 m mariposa      |
| 2008                                | Eindhoven (Países Bajos) | Medalla de plata   | 4 × 100 m estilos  |
| Campeonato Europeo en Piscina Corta |                          |                    |                    |
| Año                                 | Lugar                    | Medalla            | Prueba             |
| 2001                                | Amberes (Bélgica)        | Medalla de bronce  | 50 m mariposa      |